# Gerard Aafjes
Gerard Aafjes (Mijdrecht, 27 gennaio 1985) è un ex calciatore olandese, di ruolo difensore.

## Carriera
Inizia a giocare nel SV Argon, squadra della provincia di Utrecht. In seguito passa nelle giovanili dell'Ajax, che nel 2004 lo vende al Volendam dove gioca come centrocampista. Nella stagione 2004-2005 di Eerste Divisie il Volendam conclude il campionato in quinta posizione. Nel torneo 2005-2006 il Volendam raggiunge i vertici della classifica ma ciò non basta ad arrivare all'Eredivisie. Nella stagione 2006-2007 il Volendam chiude al quarto posto l'Eerste Divisie. Il 28 luglio Aafjes si trasferisce in Scozia. Nell'agosto del 2007 passa al Falkirk, squadra militante nel campionato scozzese. Nella stagione 2007-2008 il Falkirk termina il campionato al centro della graduatoria. Nella stagione successiva si salva dalla retrocessione all'ultima giornata (un punto dalla penultima e dalla ultima) guadagnando anche l'accesso all'Europa League 2009-2010, grazie alla finale di Coppa di Scozia persa contro i Glasgow Rangers per 1-0 (infatti i Rangers sono già qualificati alla Champions League). Nel 2009 il giocatore torna nei Paesi Bassi per giocare nel MVV di Maastricht, in Eerste Divisie. Nella prima stagione gioca da titolare fisso siglando anche due reti. Il MVV concluderà il torneo in decima posizione. Nella seconda stagione - anche questa da titolare - colleziona 26 gettoni e realizza una marcatura; la formazione di Maastricht concluderà a centro classifica anche questo torneo.

## Palmarès

### Club

#### Competizioni nazionali
- Eerste Divisie: 1

PEC Zwolle: 2011-2012